# Paratryphera longicornis
Paratryphera longicornis là một loài ruồi trong họ Tachinidae.